# Bercy (Seine)
Bercy ist eine ehemalige Gemeinde mit 14.239 Einwohnern (1856) im ehemaligen Département Seine, das von 1790 bis 1859 bestand, also vor der Eingemeindung nach Paris.

## Lage und Verwaltungsstruktur von Bercy
Bercy war Teil des ehemaligen Département Seine. Der Ort war zunächst Teil des Distrikts Bourg–la–Reine (der gleich den Namen District de Bourg de l’Égalité bekam) und wurde zum 2. Kanton des Bezirks, was dem Kanton Vincennes entspricht. 1800 wurden die districts durch die Arrondissements ersetzt und die Gemeinde Bercy wurde Teil des Arrondissement de Sceaux und dem Kanton Charenton-le-Pont zugeordnet.
Nachbargemeinden von Bercy waren, außer Paris, Saint-Mandé, Charenton-le-Pont und Ivry.
Die Grenze mit Paris bestand nur zu einem der damals 12 Arrondissements, dem ehemaligen 8. Arrondissement und dem einzigen von 48 Verwaltungsvierteln, dem ehemaligen Quartier Quinze-Vingts (damals größer als das heutige Quartier des Quinze-Vingts).

Bercy auf einer Karte des Département de la Seine von 1859,
die damalige Ausdehnung von Paris

## Geschichte

### Bercy vor 1859

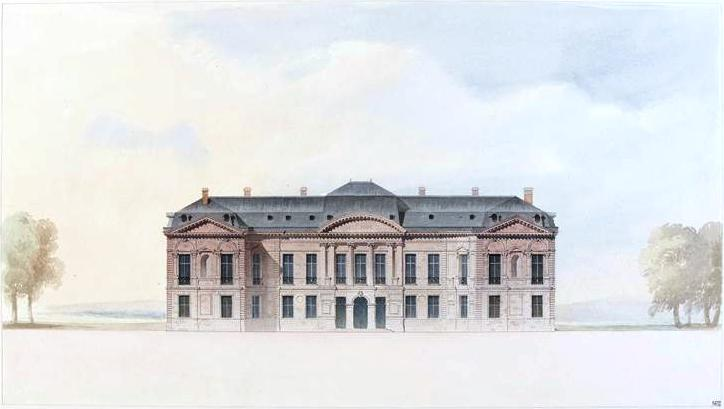
Ehemaliges Château de Bercy, heute auf dem Gebiet von Charenton-le-Pont

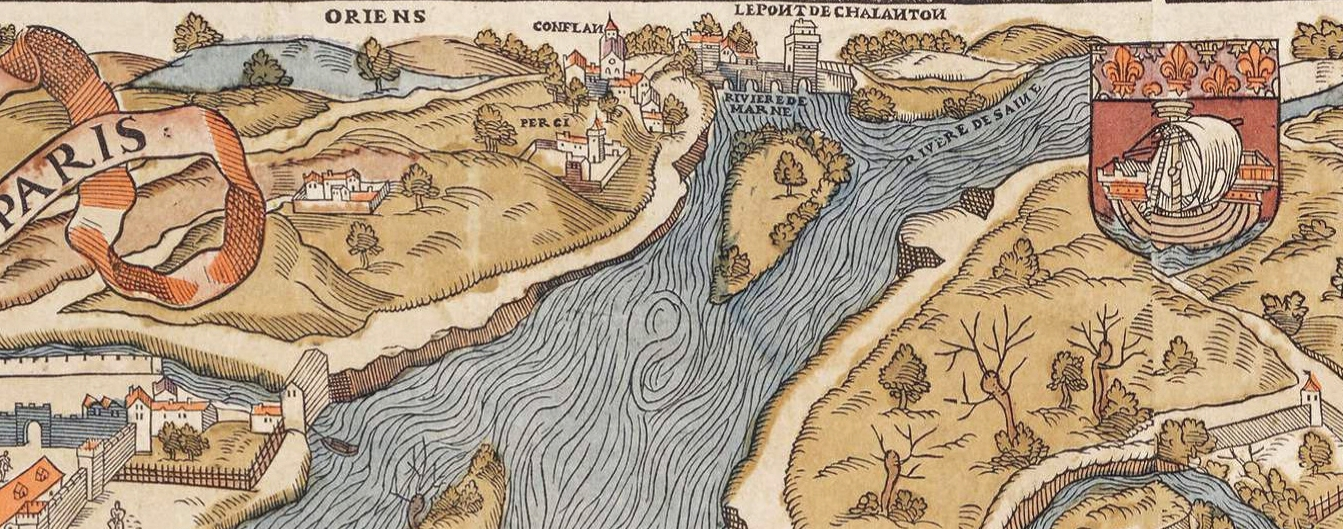
Bercy (Perci) auf dem Plan Truschet et Hoyau, gen. Plan de Bâle

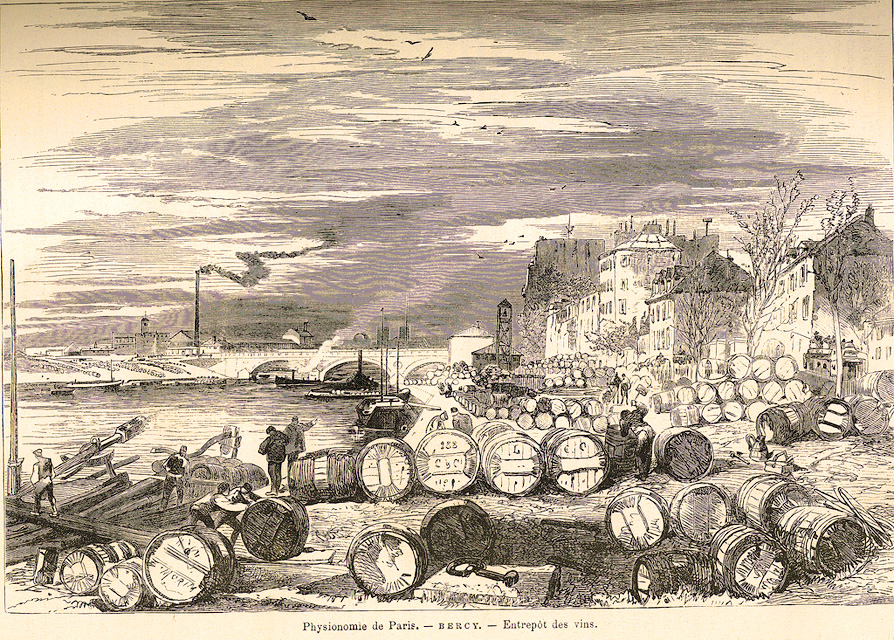
Les Entrepôts de Bercy von 1856

In diesem Viertel findet man Überreste aus der ersten Zeit der Besiedlung durch Menschen im Raum Paris. Ausgrabungen sind auf Überreste am linken Ufer eines ehemaligen Seitenarms der Seine aus der Chassey-Lagozza-Cortaillod-Kultur (zwischen 4000 v. Chr. und 3800 v. Chr.) gestoßen: Pirogen, Tonwaren, Pfeile, Knochen- und Stein-Werkzeuge.
Bercy wurde in der Epoche von Ludwig VI. (1108–1137) zum ersten Mal erwähnt. Im 12. Jahrhundert taucht der Name Bercy oder Bercix in Eigentumsakten auf. Auf einem in Gouache-Farben gemalten Plan von 1535 erkennt man einen festungsartigen Bau mit einem viereckigen Donjon und ohne Dach, jedoch von Wehrmauern umgeben. Dieses Schloss liegt nicht weit vom Seineufer entfernt mit zwei Straßen, die heute etwa der Rue de Charenton und der Rue de Bercy entsprechen.
Der Plan von Truschet und Hoyau (um 1550) zeigt einen sehr seltsamen Teil der Gegend. Der Dojon, jetzt mit einem Toit poivrière, steht immer noch von Wehrmauern mit hohem Tor umgeben und wird Perci genannt. In Flussmitte ist eine Insel in Form einer Birne zu sehen, deren Spitze nach Paris zeigt; die Insel kann aber nicht nachgewiesen werden. Etwas weiter entfernt entdeckt man das Dorf Conflans mit seiner Kirche und der alten Brücke mit Türmen und der Mündung der Marne in die Seine.
Die Domäne Bercy gehörte damals zur Seigneurie Yerres der Familie de Montmorency. Ende des 15. Jahrhunderts wurde sie an Antoine Robert, einem Notar und Sekretär des Königs, verkauft. Danach ging sie an die Familie der Malon de Bercy. Die Domäne vergrößerte sich im 17. Jahrhundert durch die Übernahme von Nachbargrundstücken: Land und Seigneurie von Bourg de Charenton (1605), Ort und Seigneurie von Grange-aux-Merciers (1624; später Klein Bercy genannt), Domäne von Conflans (1643).
Charles Henri de Malon ließ die Domäne 1658 schließen und zerstörte das alte befestigte Herrenhaus, um ein wenig höher ein Schloss im klassischen Stil zu errichten. Die Arbeiten wurden Louis Le Vau anvertraut. Das Schloss wurde ab 1712 von Jacques de La Guépière fertig gestellt. Um diese Zeit ließen viele Adlige und reiche Bürger Residenzen entlang der Seine bauen.
Bercy gehörte zur Pfarrei St-Paul-St-Louis. 1677 erhielten die Doktrinarier ein Grundstück in Bercy. Damit gehörte Bercy zur Pfarrei Église Sainte-Marguerite, die 1712 entstand, aber erst 1791 selbständig wurde.
Im 18. Jahrhundert wurden die Weinlager außerhalb der Mauer der Generalpächter errichtet, um die Akzise (französisch octroi) zu vermeiden. Die für die Hauptstadt bestimmten Weinfässer kamen hier am Seineufer an und wurden an der Rampe Rapée entladen, um in den Weinkellern von Bercy zwischengelagert zu werden. 1810 erwarb Finanzminister Joseph-Dominique Louis die Lagerhallen von Bercy und ließ sie 1825 instand setzen.
Anfang des 17. Jahrhunderts ging die Domäne an die Famille de Nicolaÿ.
1823 wurde eine neue Kirche gebaut, die Église Notre-Dame-de-la-Nativité de Bercy.
Die Thierssche Stadtbefestigung machte ab 1840 aus der Gemeinde zwei Teile.

### Die Teilung der Gemeinde Bercy

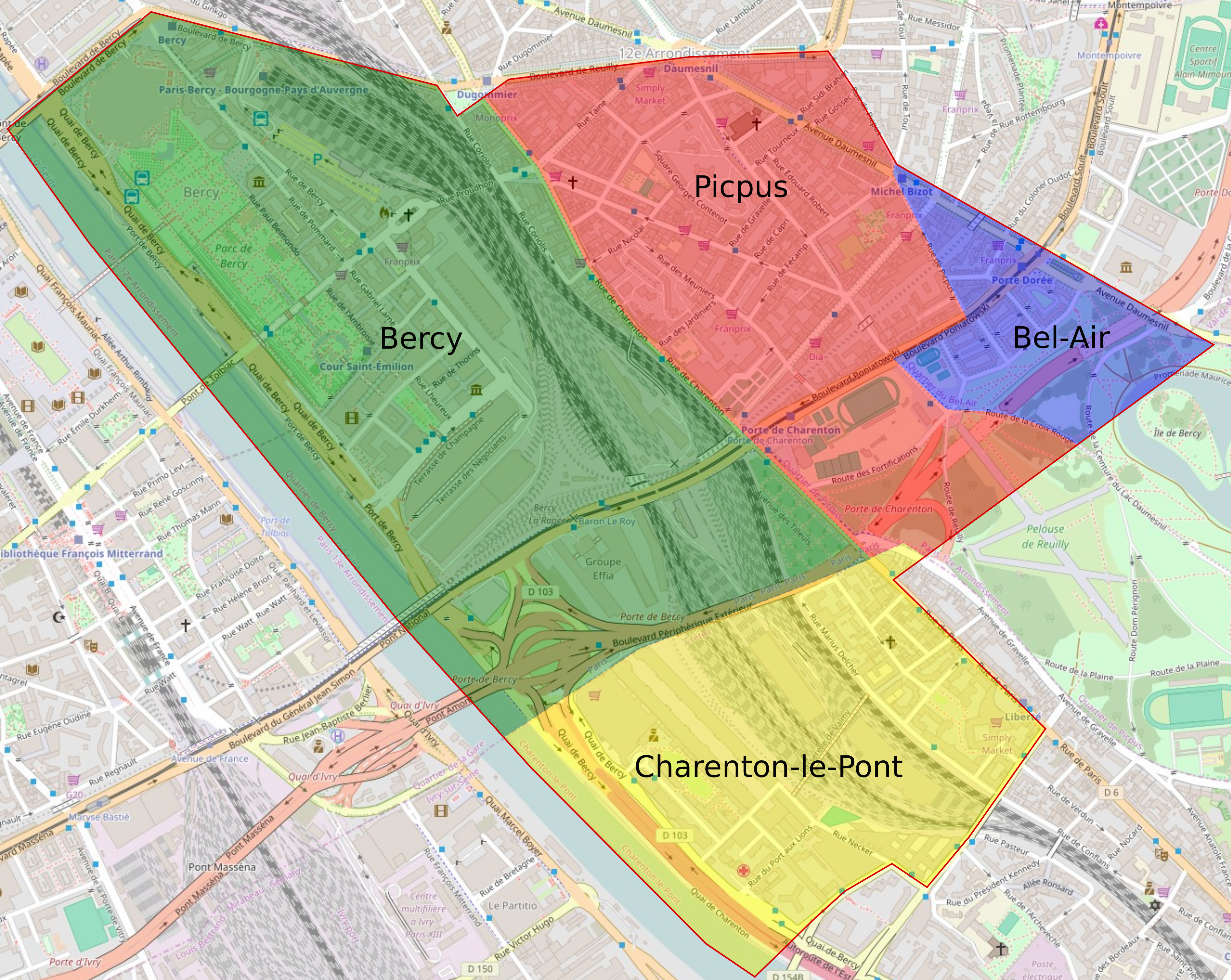
Gebietsaufteilung zwischen den Pariser Quartiers und Charenton-le-Pont

Das Gesetz vom 16. Juni 1859 verschiebt die Pariser Grenze von der Mauer der Generalpächter zur Thierssche Stadtbefestigung. Damit ist die Gemeinde Bercy aufgelöst und das Gebiet wird zwischen Paris und der Gemeinde Charenton aufgeteilt.
Der Teil, der zu Paris gehörte, wurde 1859 an das damalige Arrondissement de Reuilly, das zum 12. Arrondissement wurde, angebunden. Dieser Teil wurde dann in drei der 80 Quartiers aufgeteilt:
- Quartier de Bercy südlich der Rue de Charenton
- Quartier de Picpus südlich der heutigen Rue de Picpus (ehemals Chemin de la Croix-Rouge); damit liegt der Cimetière de Bercy im Quartier de Picpus
- Quartier de Bel-Air teilweise südlich der heutigen Avenue Daumesnil (ehemals Chemin des Marais oder des Passe-Putains).[11]

## Demographie
| Jahr      | 1793  | 1800  | 1806  | 1821  | 1831  | 1836  | 1841  | 1846  | 1851   | 1856   |
| --------- | ----- | ----- | ----- | ----- | ----- | ----- | ----- | ----- | ------ | ------ |
| Einwohner | 1.656 | 1.055 | 1.165 | 1.455 | 3.925 | 6.428 | 7.623 | 8.961 | 10.654 | 14.239 |

## Sehenswürdigkeiten
- Château de Bercy
- Cimetière de Bercy
- Église Notre-Dame-de-la-Nativité de Bercy
- Pavillon Pâté-Bercy (oder Pavillon Pâté-Paris)
- Pont de Bercy
- Bastion no 1, ein seltenes Teilstück der Thierssche Stadtbefestigung, das im 20. Jahrhundert nicht zerstört wurde.